# Red Buttress Peak
Red Buttress Peak är en bergstopp i Antarktis. Den ligger i Östantarktis. Nya Zeeland gör anspråk på området. Toppen på Red Buttress Peak är 1 066 meter över havet.
Terrängen runt Red Buttress Peak är kuperad åt sydost, men åt nordväst är den bergig. Trakten är obefolkad. Det finns inga samhällen i närheten.